# Peter Pordzik
Peter Pordzik (* 6. Oktober 1962) ist ein ehemaliger deutscher Fußballspieler. Zwischen 1986 und 1990 spielte er in Bischofswerda in der DDR-Oberliga, der höchsten Liga im DDR-Fußball.

## Sportliche Laufbahn
Als Nachwuchsspieler war Peter Pordzik von 1974 bis 1980 bei Dynamo Dresden aktiv. Zur Saison 1984/85 wechselte er von der drittklassigen Bezirksligamannschaft SG Weixdorf zur Betriebssportgemeinschaft (BSG) Fortschritt Bischofswerda in die zweitklassige DDR-Liga. Dort bestritt er zunächst zwei Spielzeiten, in denen er sich mit 66 Einsätzen bei 68 ausgetragenen Ligaspielen und 18 Toren als Stammspieler etablierte. 
In der Spielzeit 1985/87 spielte die BSG Fortschritt in der DDR-Oberliga, aber Pordzik verlor in der Mannschaft seinen Stammplatz. Er kam in den 26 Oberligaspielen nur neunmal zum Einsatz, stand aber nur dreimal in der Startelf. Nach nur einer Spielzeit stieg Bischofswerda wieder in die DDR-Liga ab. Vom Mai 1987 bis Oktober 1988 leistete Pordzik seinen Wehrdienst in der Nationalen Volksarmee ab, konnte aber während dieser Zeit bei der 2. Mannschaft von Fortschritt Bischofswerda weiter Fußball spielen. Ab Dezember 1988 spielte Pordzik wieder für die erste Mannschaft, die nach wie vor in der DDR-Liga antrat. Bis zum Saisonende bestritt er noch 18 Ligaspiele, in denen er hauptsächlich in der Abwehr eingesetzt wurde. Sechsmal war er nur Einwechselspieler. 1989/90 versuchte es Bischofswerda erneut in der Oberliga, aber für Pordzik blieb in sieben Einsätzen wieder nur die Rolle des Ersatzspielers. 
Vor Beginn der Saison 1990/91 und infolge der wendebedingten wirtschaftlichen Veränderungen wurde die bisherige Betriebssportgemeinschaft in den Fußballverein (FV) Fortschritt umgewandelt. Pordzik gehörte weiterhin zum Kader und konnte sich als Linksaußenstürmer wieder ein Stammplatz erobern. Bis zur Winterpause bestritt er elf der 15 Spiele in der nun in NOFV-Liga umbenannten zweitklassigen Spielklasse. Wegen einer längerfristigen Verletzung kam er schließlich nur auf 17 Ligaeinsätze. Nach langer Zeit konnte er mit sechs Treffern auch wieder seine Schussqualitäten zeigen. 
Nach der Übernahme des bisherigen Spielklassensystems durch den DFB wurde der Bischofswerdaer FV in die neu geschaffene drittklassige (ab 1994 viertklassige) Fußball-Oberliga Nordost eingegliedert. Dort spielte Pordzik noch bis 1996 und kam in den 134 ausgetragenen Ligaspielen 159-mal zum Einsatz. 1991/92 erzielte mit 13 Treffern die meisten Punktspieltore seiner Bischofswerdaer Zeit. 1993 hatte der BFV für die Qualifikationsrunde zur 2. Bundesliga erreicht, scheiterte aber nach drei Niederlagen. Pordzik war in allen vier Spielen aufgeboten worden. 
Nach elf Spielzeiten in Bischofswerda, in denen er u. a. 54 Punktspieltore erzielt hatte, schloss sich Pordzik als Freizeitsportler zur Saison 1996/97 dem Bezirksligisten SG Weixdorf an. In Weixdorf war er mit einem Jahr Unterbrechung noch bis zum Jahr 2000 aktiv. 1990 musste er mit der SG in die Bezirksklasse absteigen, verhalf ihr aber in seinen letzten Saison noch zum sofortigen Wiederaufstieg. 